# Eric Tsang
Eric Tsang (* 14. duben 1953, Hongkong) je hongkongský herec, režisér, producent a televizní moderátor.

## Počátky
Narodil se v Hongkongu. Jeho otec Tsang Kai-wing sloužil u policie, v roce 1976 však byl odsouzen za korupci ke třem letům ve vězení a uprchl na Tchaj-wan. V roce 2001 byl jeho dům prodán v aukci. Zemřel v roce 2011 v rodinném kruhu.

## Kariéra
Před kamerou se poprvé objevil v roce 1974 ve filmu Na Zha. V Hongkongu je znám pak především díky moderování show Super Trio. Českým divákům může být znám ze snímků jako Agent z Hongkongu nebo z filmové série Volavka.

## Ocenění
Ceny:
- 1992 – Hong Kong Film Awards, nejlepší herec za film Seung sing gusi
- 1997 – Hong Kong Film Awards, nejlepší herec ve vedlejší roli za film Tian mi mi
- 1997 – Golden Bauhinia Awards, nejlepší herec ve vedlejší roli za film Tian mi mi
- 1998 – Golden Horse Film Festival, nejlepší herec za film Yue kuai le, yue duo luo
- 2006 – Changchun Film Festival, nejlepší herec ve vedlejší roli za film Jo Sok

Nominován byl na dalších 8 ocenění. Je držitelem hongkongské medaile cti.

## Osobní život
Tsang je buddhista. Byl třikrát ženatý, jeho dcera Bowie je zpěvačkou, syn Derek je herec a spisovatel.

## Vybraná filmografie

### Filmy
- 1974 – Na Zha
- 1977 – San de huo shang yu chong mi liu
- 1978 – Fei Lung gwoh gong
- 1984 – Bláznivé poslání
- 1985 – Šťastné hvězdy, Shi lai yun dao, Nu ren xin, Mé šťastné hvězdy, Heng cai san qian wan
- 1986 – Šťastné hvězdy v akci, Milionářský expres
- 1987 – Zui hou sheng li, Xiao sheng meng jing hun
- 1988 – Red Force 3
- 1989 – Qun long xi feng
- 1990 – Ga li la jiao
- 1991 – Jing tian shi er xiao shi, Haomen yeyan
- 1992 – Mo lu kuang hua, Dračí dvojčata
- 1993 – Superpolda
- 1994 – Legenda o Červeném draku
- 1996 – Tian mi mi
- 1997 – Yit huet jui keung
- 1998 – Fuyajo, Král zabijáků, Ngon na ma dak lin na
- 1999 – Ban zhi yan, Xing yuan
- 2000 – Siu chan chan
- 2001 – Agent z Hongkongu
- 2002 – Zlatá děvka, Volavka
- 2003 – Volavka II, Volavka III
- 2005 – Ru Guo – Ai
- 2006 – Neviditelné vlny, Fu Zi
- 2009 – Slečna Kicki, Ochránci a zabijáci, Laughing gor chi bin chit
- 2010 – Qi Shi Er Jia Fang Ke, Dancing Ninja

### Televizní filmy
- 2007 – Dragon Boys
- 2013 – Kindaichi shonen no jikenbo: Hong Kong Kowloon zaiho satsujin jiken

### Televizní seriály
- 2002 – Chai tin dai sing suen ng hung